# Excidobates condor
Excidobates condor es una especie de anfibio anuro de la familia Dendrobatidae.

## Distribución geográfica
Esta especie es endémica de la provincia de Zamora-Chinchipe en Ecuador. Habita en Paquisha y Yantzaza entre los 1770 y 1930 m sobre el nivel del mar en la ladera occidental de la cordillera del Cóndor.

## Descripción
El holotipo macho mide 19 mm y el paratipo hembra mide 21 mm.

## Etimología
El nombre de la especie le fue dado en referencia al lugar de su descubrimiento, la cordillera del Cóndor.

## Publicación original
- Almendariz, Ron & Brito, 2012: Una especie nueva de rana venenosa de altura del género Excidobates (Dendrobatoidea: Dendrobatidae) de la Cordillera del Cóndor. Papéis Avulsos de Zoologia (Sáo Paulo), vol. 52, n.º 32, p. 387-399[3]